# Listă de filme italiene din 1917
Aceasta este o listă de filme italiene din 1917:

## Lista
| Titlu                       | Regizor                | Actori                           | Gen   | Note                                              |
| --------------------------- | ---------------------- | -------------------------------- | ----- | ------------------------------------------------- |
| ...e la civetta cantò       |                        |                                  |       |                                                   |
| A Santa Lucia               |                        |                                  |       |                                                   |
| Addio, mia bella Napoli!... |                        |                                  |       |                                                   |
| Ah! le donne!               |                        |                                  |       |                                                   |
| Hamlet                      | Eleuterio Rodolfi      | Ruggero Ruggeri, Helena Makowska | Drama |                                                   |
| Thaïs                       | Anton Giulio Bragaglia |                                  |       | Only surviving example of Italian Futurist cinema |
| The Clemenceau Affair       | Alfredo De Antoni      |                                  |       | Onscreen debut of Vittorio De Sica                |
| The Thirteenth Man          | Carmine Gallone        |                                  |       |                                                   |